# Piz Neir
Der Piz Neir ⓘ (rätoromanisch im Idiom Surmiran für ‚Schwarzer Gipfel‘) ist ein Berg westlich vom Julierpass im Kanton Graubünden in der Schweiz mit einer Höhe von 2910 m ü. M.

## Lage und Umgebung
Der Piz Neir gehört zum Err-Gebiet, einer Untergruppe der Albula-Alpen. Er befindet sich komplett auf Gemeindegebiet von Surses. Nördlich des Piz Neir befindet sich die Val da Natons, ansonsten wird der Berg vom Oberhalbstein umrundet.
Zu den Nachbargipfeln gehören der Crappa da Tocf, der Piz Campagnung und der Piz d’Agnel im Norden, der Piz Bardella im Osten und der Piz Barscheinz im Süden.
Talort ist Bivio, häufige Ausgangspunkte Bivio, Marmorera und die Julierpassstrasse.

## Routen zum Gipfel

### Sommerrouten

#### Über den Piz Barscheinz
- Ausgangspunkt: Bivio (1769 m) oder Bögia (1906 m) an der Julierpassstrasse
- Via: Piz Barscheinz (2617 m)
- Schwierigkeit: L
- Zeitaufwand: 3½ Stunden von Bivio oder 3 Stunden von Bögia

#### Über den Südwestgrat
- Ausgangspunkt: Bivio (1769 m)
- Via: Alp Barscheinz zum Grat, der den Piz Barscheinz mit dem Piz Neir verbindet
- Schwierigkeit: L
- Zeitaufwand: 3 Stunden
- Alternative: Gegen Norden ausholen und die Bleis Muntaneala (2452 m) mitnehmen.

#### Durch die Westflanke
- Ausgangspunkt: Marmorera (1700 m)
- Via: Alp Natons (1963 m), Südostkamm, Nordkamm
- Schwierigkeit: WS
- Zeitaufwand: 3½ Stunden

#### Über den Nordkamm
- Ausgangspunkt: Tigias (1975 m), Marmorera (1700 m) oder Parkplatz Val d’Agnel an der Julierpassstrasse (2200 m)
- Via: Fuorcla digl Leget (2711 m)
- Schwierigkeit: WS
- Zeitaufwand: 3 Stunden von Tigias, 3¾ Stunden von Marmorera oder 2¾ Stunden vom Parkplatz Val d’Agnel

#### Über den Ostgrat
- Ausgangspunkt: Punt Brüscheda (2043 m) an der Julierpassstrasse
- Via: Vairana, P.2576
- Schwierigkeit: L
- Zeitaufwand: 2½ Stunden

### Winterrouten
Der Piz Neir selbst ist kein Skitourenberg. Die Vorgipfel Crappa da Tocf (2767 m), Bleis Muntaneala (2452 m) und Piz Barscheinz (2617 m) werden im Winter jedoch häufig begangen.

#### Bleis Muntaneala
- Ausgangspunkt: Bivio (1769 m)
- Via: Plaz
- Expositionen: SW
- Schwierigkeit: L+
- Zeitaufwand: 2 Stunden
- Alternative: Im Frühling bei sicheren Verhältnissen kann zum Piz Barscheinz (2617 m) hochgestiegen werden (+½ Stunde).
- Bemerkung: Schutzgebiet Craps ist zu beachten!

#### Crappa da Tocf
- Ausgangspunkt: Parkplatz Val d’Agnel an der Julierpassstrasse (2200 m)
- Via: Durch die Val d'Agnel bis zur Ebene auf 2424 m, dann links abzweigen zur Fuorcla digl Leget (2715 m).
- Expositionen: SE, NE
- Schwierigkeit: L
- Zeitaufwand: 2 Stunden

#### Abfahrt durch die Val da Natons
Wird gelegentlich auch als Aufstieg benützt.
- Ziel: Marmorera (1720 m) oder Bivio (1766 m)
- Via: Fuorcla digl Leget, Alp Natons
- Expositionen: N, W
- Schwierigkeit: WS

## Galerie

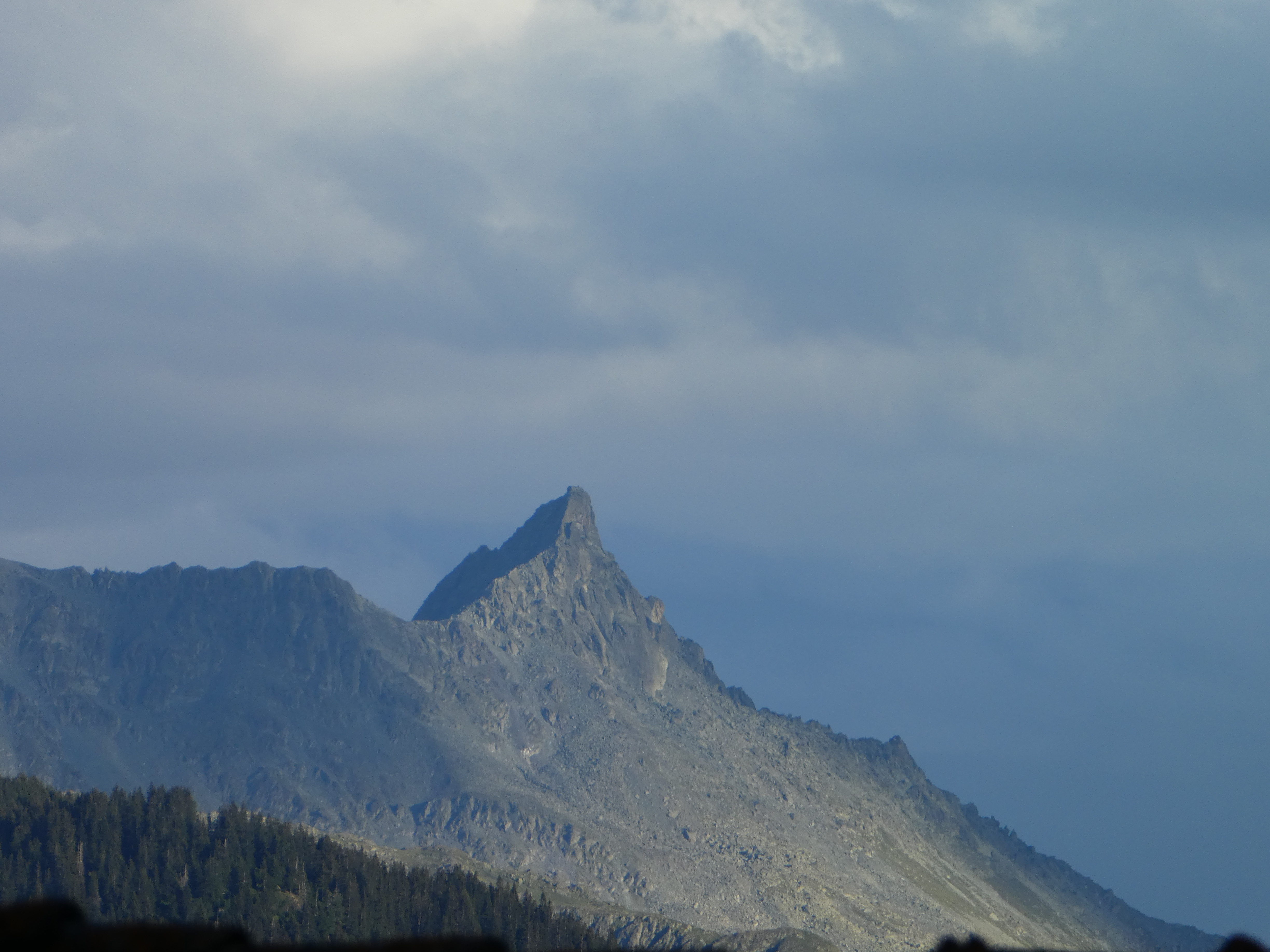
Piz Neir, aufgenommen von Riom.
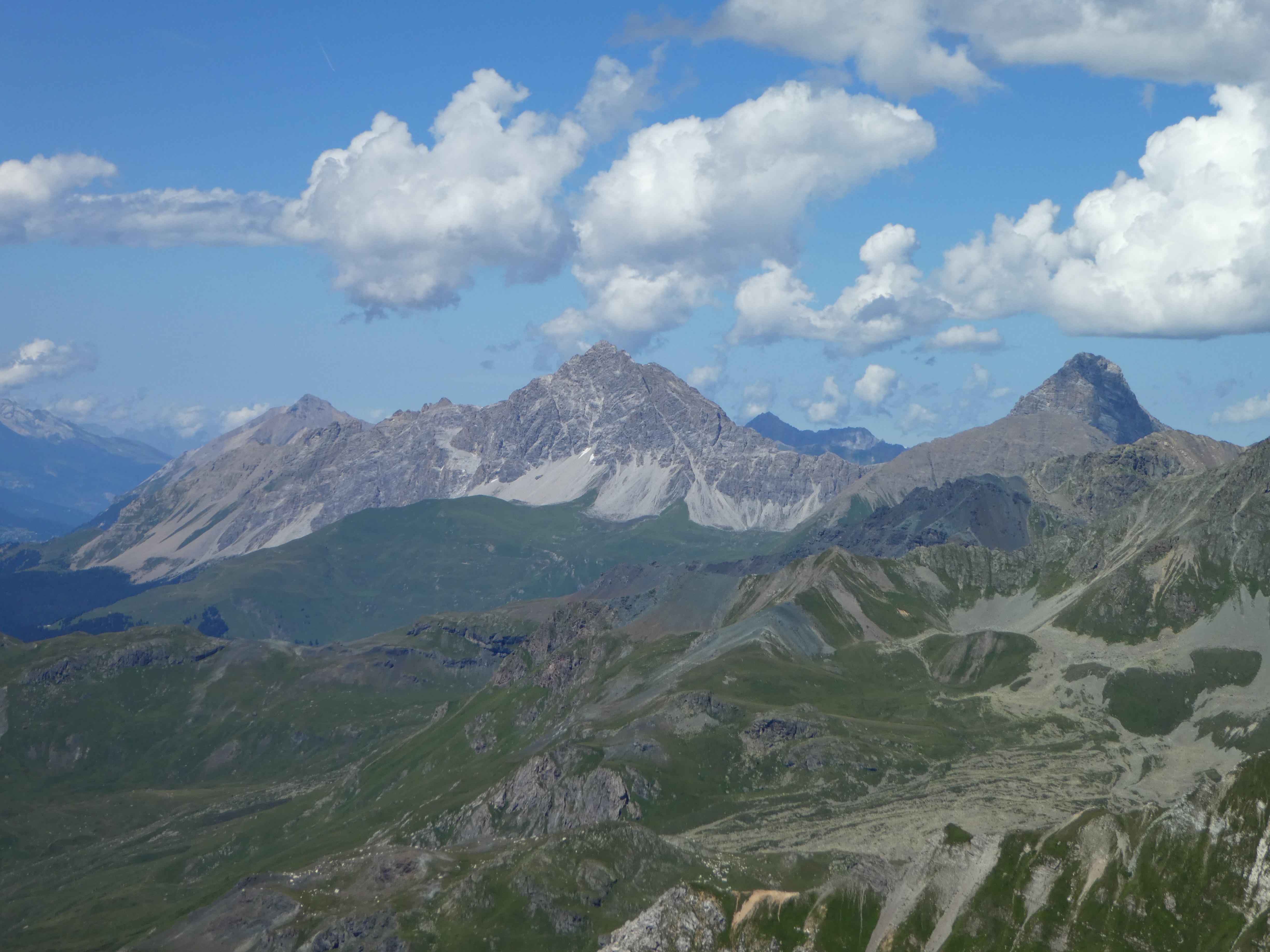
Blick nach Norden zu den Bergüner Stöcken mit Piz Mitgel, Pizza Grossa und Tinzenhorn.
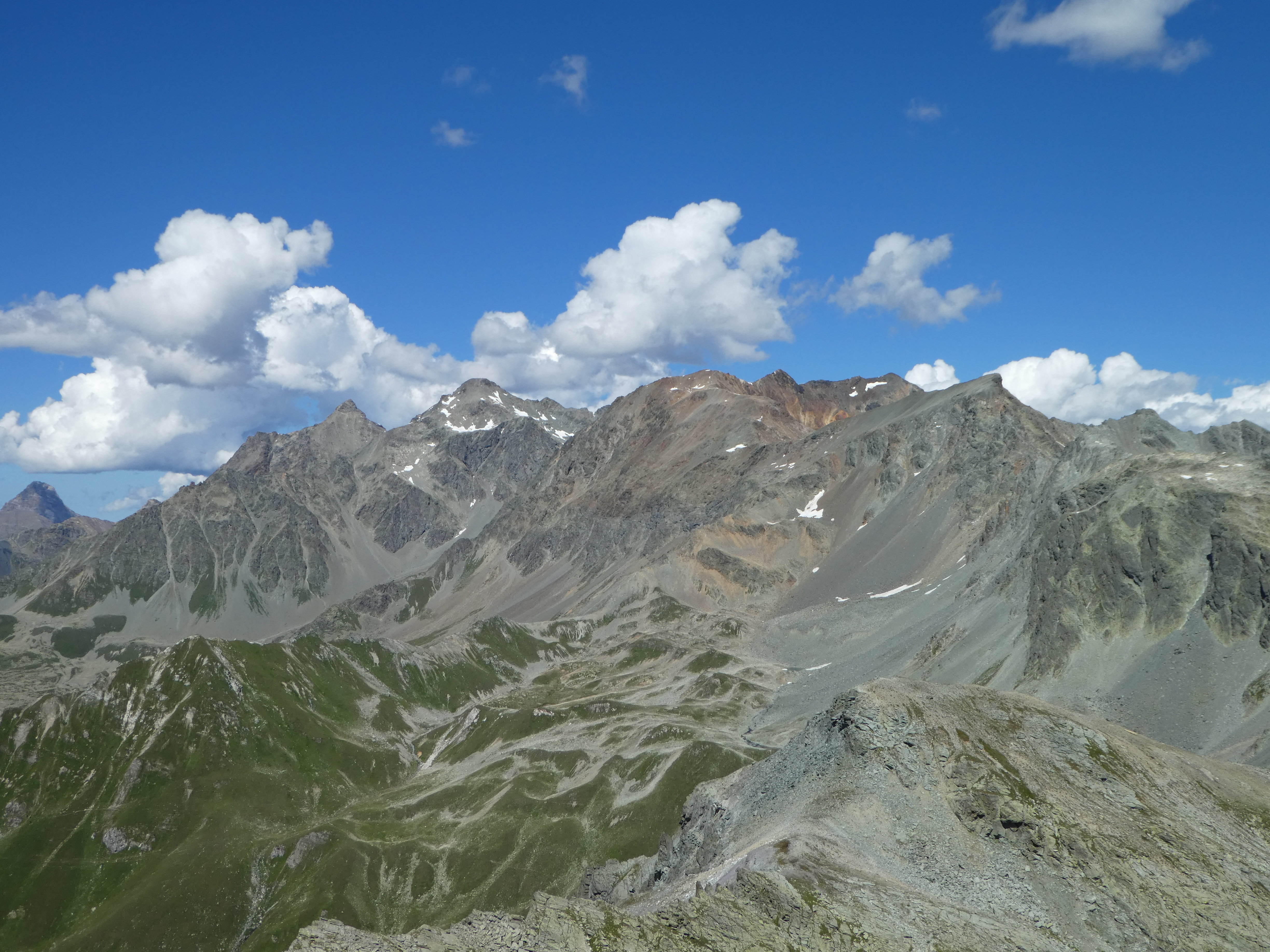
Blick zu Piz d’Err, Piz Calderas, Tschima da Flix und Piz d’Agnel.
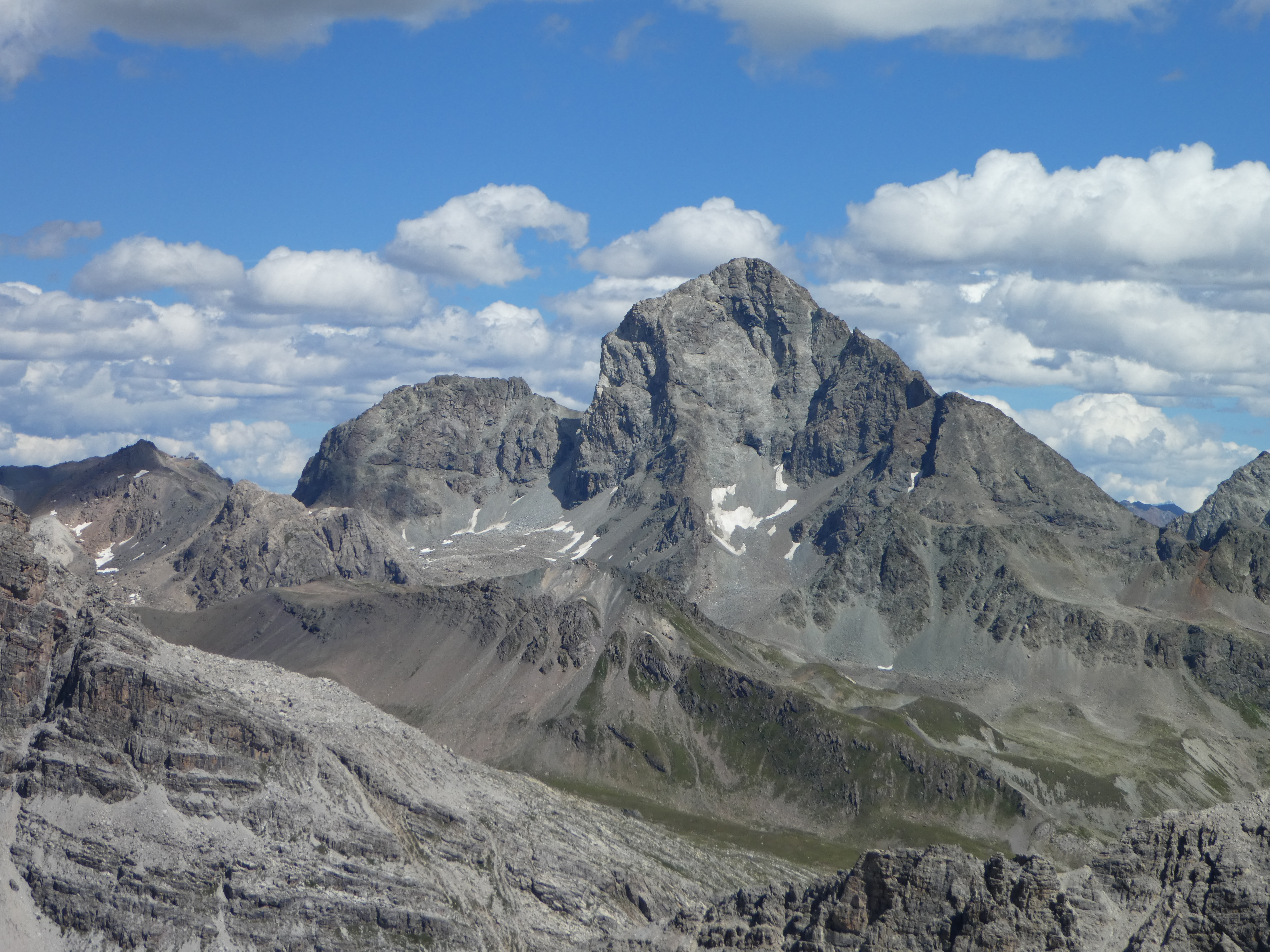
Blick nach Osten zum Piz Julier.
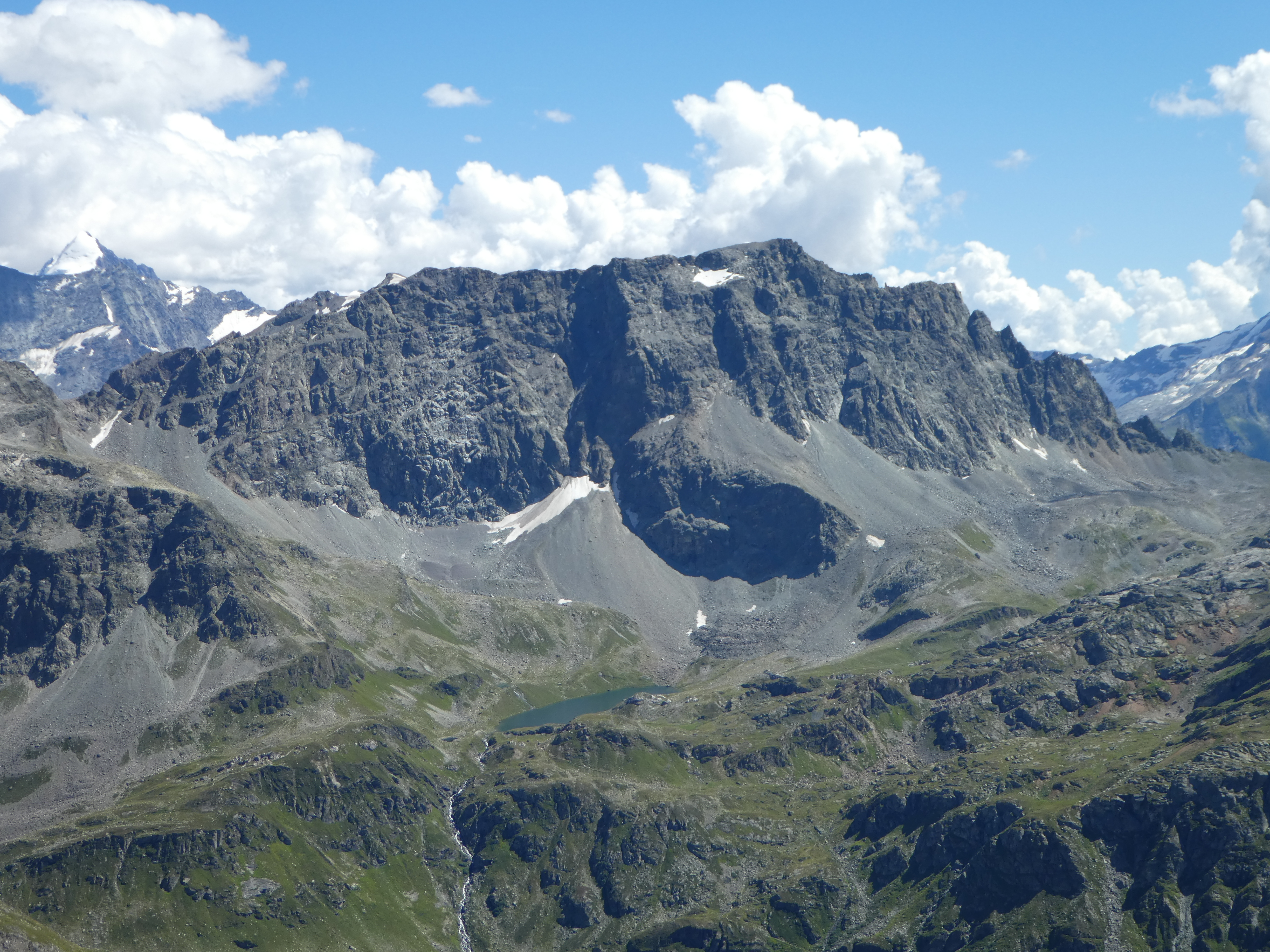
Blick nach Südosten zum Piz Lagrev.
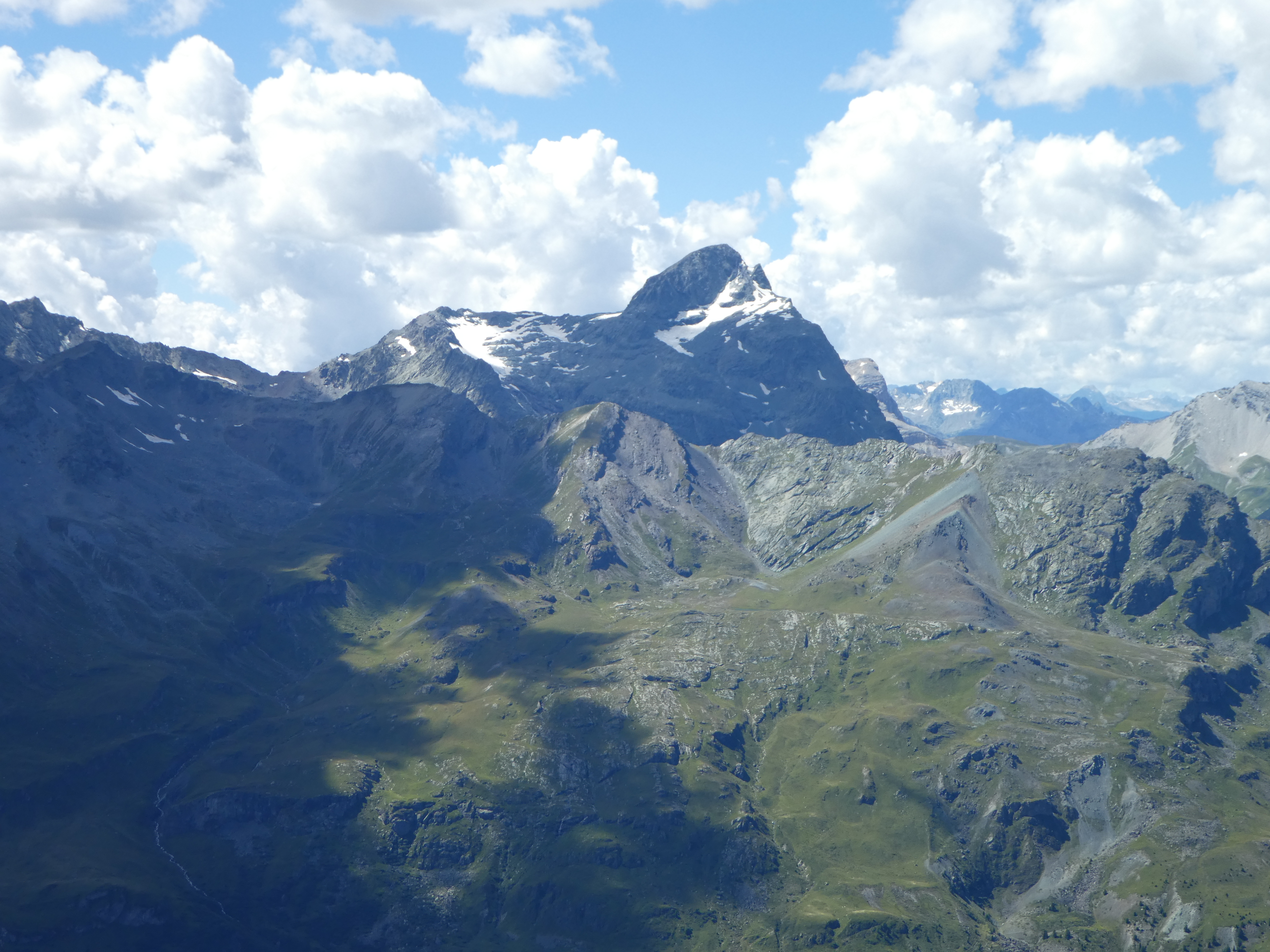
Blick nach Westen zum Piz Platta.
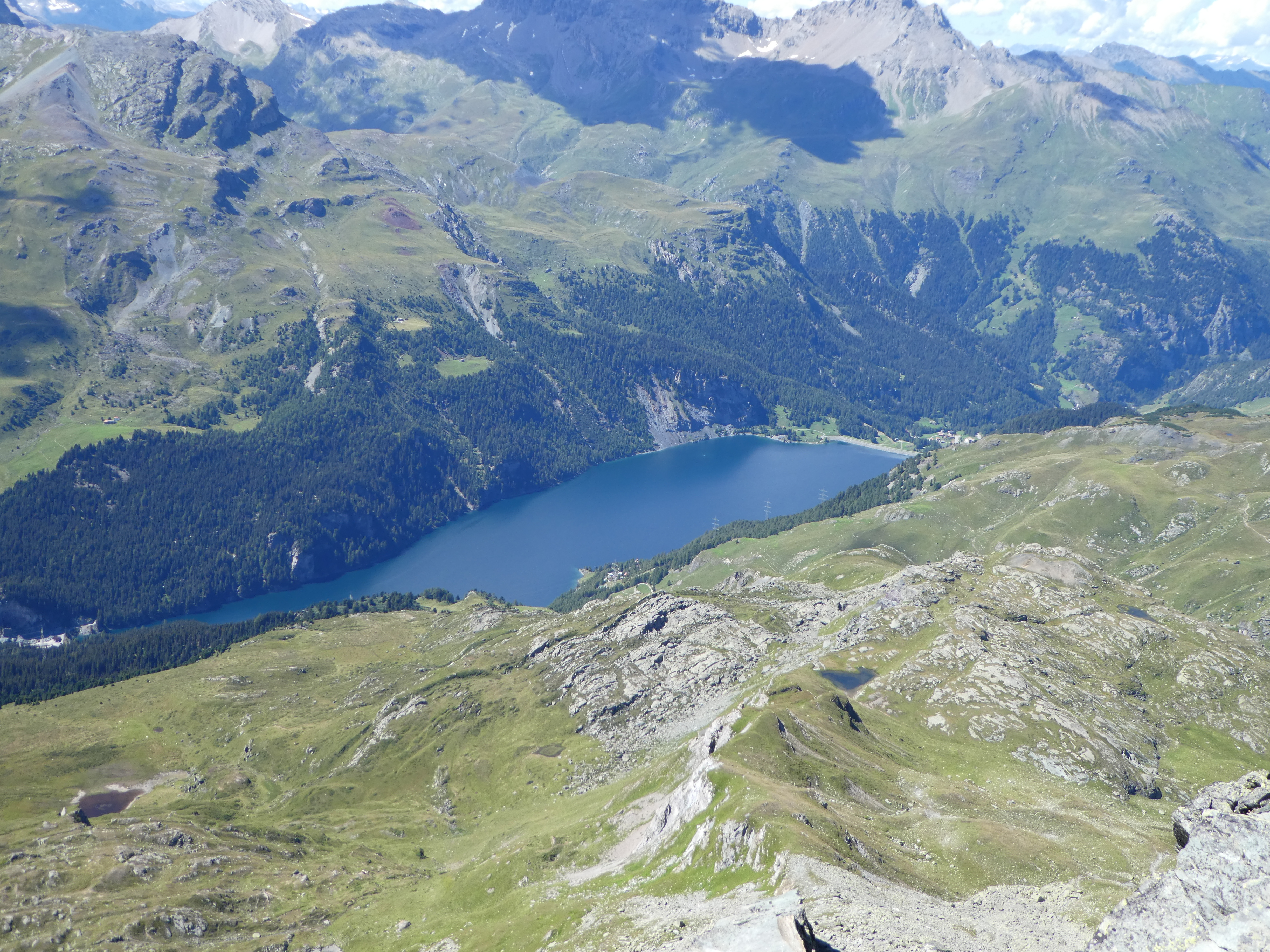
Blick hinunter zum Lai da Marmorera.
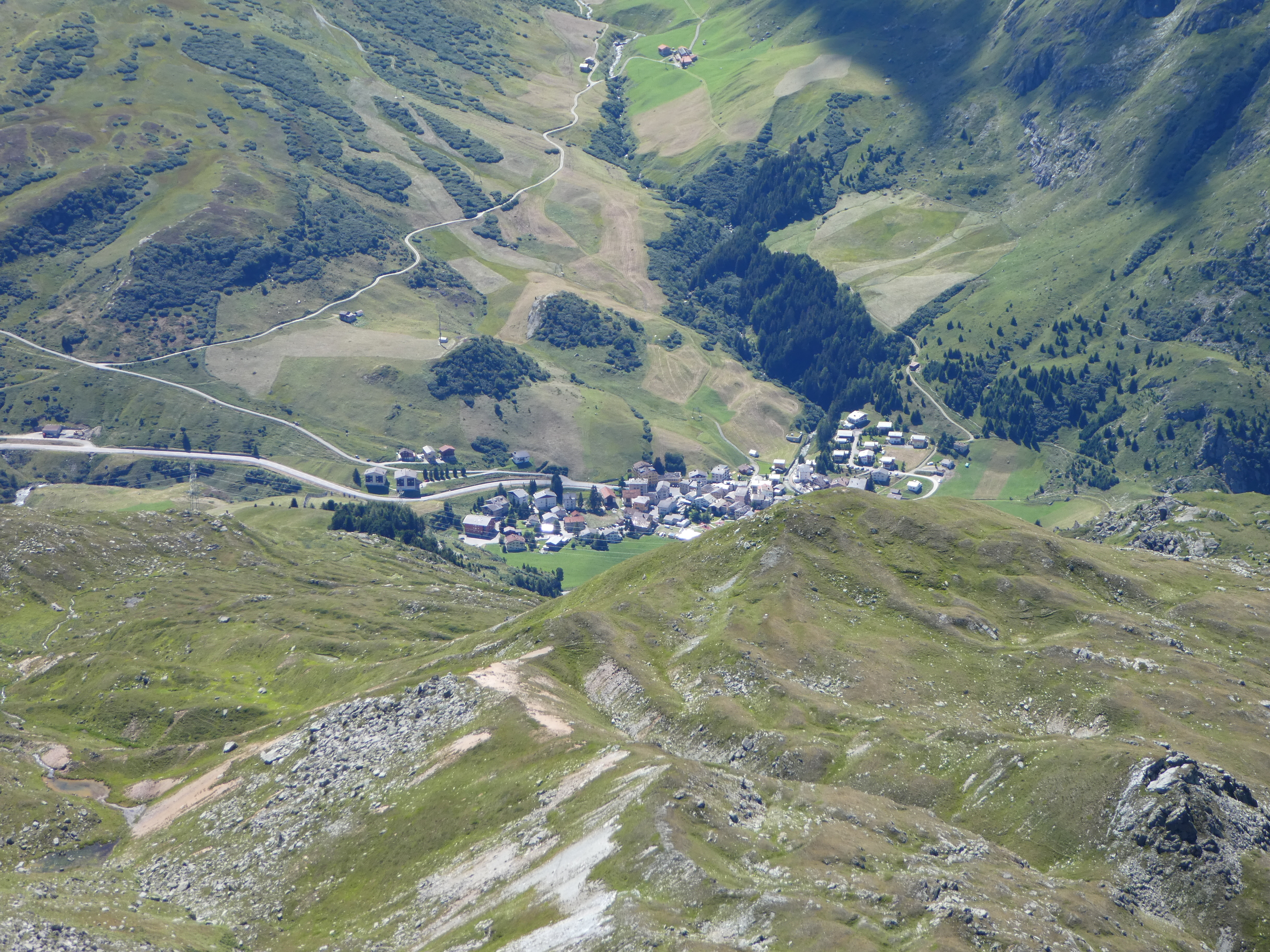
Blick hinunter nach Bivio.
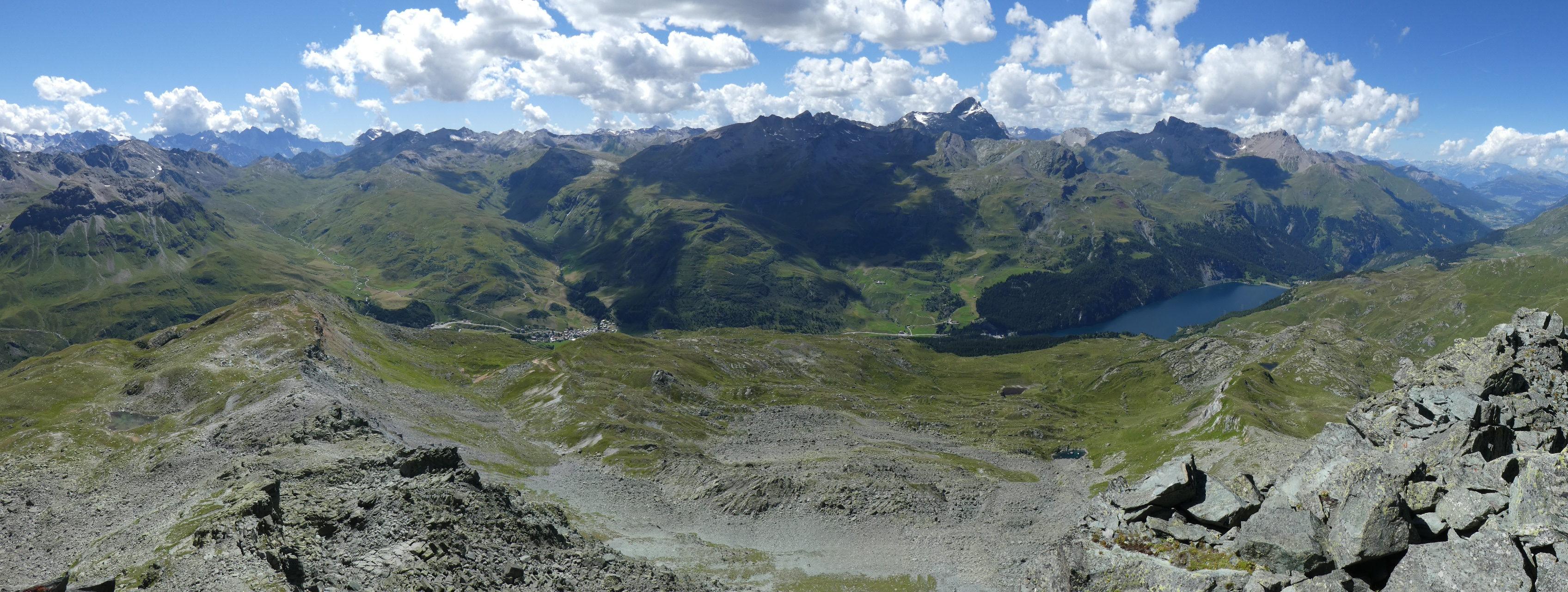
Blick über Surgôt, dem oberen Teil von Surses.